# Nakajima Hikari
Nakajima Hikari (japanska: 光) var en japansk flygmotor utvecklad för användning av den Kejserliga japanska flottans flygkår under andra världskriget. Motorn var en 9-cylindrig, enradig, luftkyld stjärnmotor utvecklad och tillverkad av Nakajima Hikoki KK. Motorn var en vidareutveckling av Nakajima Kotobuki, som i sin tur var baserad på brittiska Bristol Jupiter och amerikanska Wright Cyclone, alla dessa hade samma konfiguration: 9-cylindriga, enradiga, luftkylda stjärnmotorer. Av japanska armén kallades motorn Ha-20.

## Varianter

### Hikari 1 (光一型)
Den initiala varianten. Vikten var 542 kg och effekten maximalt 730 hk.

### Hikari 2 (光二型)
Andra varianten. Vikten var 473 kg och effekten maximalt 840 hk.

### Hikari 3 (光三型)
Tredje och sista varianten. Vikten var 487,6 kg och effekten maximalt 770 hk.

## Applikationer
- Aichi D1A2
- Aichi D3A (Endast prototypen)
- Kawasaki Ki-45 (Endast prototypen)
- Mitsubishi F1M1
- Nakajima A4N
- Nakajima B5N1
- Nakajima C3N
- Yokosuka B4Y